# Воинская обязанность в Азербайджане
Закон о воинской обязанности и военной службе был принят 23 декабря 2011 года. Данный закон «определяет правила правового регулирования воинской обязанности и военной службы в области выполнения задач, возложенных на Вооруженные Силы Азербайджанской Республики, а также на иные воинские формирования, созданные в соответствии с законодательством Азербайджанской Республики».

## Закон
Согласно закону все трудоспособные лица мужского пола, достигшие 18 лет, обязаны пройти военную службу в Вооруженных Силах Азербайджанской Республики. В случае если убеждения граждан противоречат прохождению военной службы, то допускается замена на альтернативную военную службу. Женщины в возрасте от 19 до 40 лет также добровольно принимаются в вооруженные силы Азербайджана. Существует четыре периода вызова в год. Продолжительность военной службы составляет 18 месяцев, период обязательной службы сокращается до 12 месяцев для лиц с высшим образованием.

## Первоначальная военная регистрация граждан
Ежегодно устанавливаются военные регистрационные комиссии, состоящие из Председателя Комиссии (руководителя соответствующего органа исполнительной власти) и членов комиссии (медицинских специалистов). В период с января по март граждане мужского пола, достигшие возраста 15 лет, должны быть зарегистрированы в соответствующем военном ведомстве. Они должны пройти медицинское обследование. Граждане, имеющие краткосрочную проблему со здоровьем, направляются в медицинские учреждения для лечения за счет государственного бюджета.

## Подготовка граждан к военной службе

### Подготовка к призыву
Подготовка к призыву осуществляется в школах и университетах. Также ученикам и студентам проводят уроки Начальной Военной Подготовки.

### Обучение по военной специальности
Граждане, достигшие 17-летнего возраста, могут обучаться по военной специальности в учебных заведениях. Граждане, которые хотят получить эту подготовку, должны временно оставить свою работу, но при этом каждый месяц получают зарплату в течение периода обучения. И в конце обучения они могут вернуться на свое рабочее место

## Отсрочка от военной службы

### Постоянная отсрочка
В вооруженных силах Азербайджана не должны присутствовать граждане следующих категорий:
- Люди с серьезными проблемами со здоровьем, включая психически больных;
- Граждане, арестованные за совершение тяжкого преступления;
- Граждане, которые входят в профилактическую и операционную регистрацию в отделе полиции.

### Временная отсрочка
Временная отсрочка предоставляется гражданам по следующим причинам:

#### Из-за семейной ситуации
- Отцы, чья жена неспособна к труду и чьи дети не могут содержать себя;
- Старший сын в семье, члены которого не могут себя содержать;
- Отцы более чем трех детей;
- Единственный сын в семье, у которого один из родителей не способен работать;

#### Из-за проблем со здоровьем
Граждане, имеющие краткосрочные проблемы со здоровьем, выявленные во время медицинского обследования, откладываются для работы в Вооруженных Силах Азербайджана.

#### Для продолжения обучения
- Гражданам в возрасте до 20 лет, которые получили полное среднее образование в общеобразовательных учреждениях.
- Гражданам моложе 20 лет, которые не получили полное среднее образование до тех пор, пока они не поступят в учреждения первичной функции профессионального образования.
- Гражданам, которые получают высшее образование (степень бакалавра), или высшее образование в области медицинского образования и образования в резиденции (до окончания) в учреждениях и их филиалах.
- Гражданам, получающим в зарубежных странах высшее образование (степень бакалавра), высшее образование в области медицины и стажировку до завершения обучения.[4]

## Военные звания
Воинские чины передаются военнослужащим в соответствии с их военным положением, военным образованием, продолжительностью военной службы и некоторыми другими особенностями.
Определены следующие военные звания:
| Военный персонал и военная служба | Воинские звания                                                 | Воинские звания                                       |
| Военный персонал и военная служба | Войсковые                                                       | Военно-морские                                        |
| Солдаты и матросы                 | Солдат (курсант) Старший солдат                                 | Матрос (курсант) Старший матрос                       |
| Сержанты                          | Младший сержант Сержант Старший сержант                         | Младший сержант Сержант Старший сержант               |
| Прапорщики                        | Младший прапорщик Прапорщик Старший прапорщик                   | Младший мичман Мичман Старший мичман                  |
| Младшие офицеры                   | Младший лейтенант Лейтенант Старший лейтенант Капитан           | Младший лейтенант Лейтенант Старший лейтенант Капитан |
| Старшие офицеры                   | Майор Полковник-лейтенант Полковник                             | Капитан 3 ранга Капитан 2 ранга Капитан 1 ранга       |
| Высшие офицеры                    | Генерал-майор Генерал-лейтенант Генерал-полковник Генерал армии | Контр-адмирал Вице-адмирал Адмирал                    |